# Elitserien i bandy 2008/2009
Elitserien i bandy 2008/2009 var Sveriges högsta division i bandy för herrar säsongen 2008/2009. Grundserien spelades 7 november 2008-22 februari 2009, och vanns av Edsbyns IF. Säsongen avslutades med svenska bandyfinalen på Studenternas IP i Uppsala den 21 mars 2009. Västerås SK blev svenska mästare efter seger med 5-4 mot Edsbyns IF i finalen inför 20 114 åskådare.

## Upplägg
- Det var först tänkt att inför säsongen 2008/2009 minska serien från 14 till 12 lag, vilket på Svenska Bandyförbundets årsmöte i juni 2007 sköts upp till inför säsongen 2008/2009[2] för att årsmöteet i juni 2008 skjutas upp i alla fall till säsongen 2011/2012.[3]
- Säsongen 2008/2009 ökade publiksnittet på Sveriges högsta division i bandy för andra säsongen i följd. Totalt kom 334 000 personer till anläggningarna för att se matcherna, ett publiksnitt på 1 661 åskådare per match. Säsongen 2007/2008 var samma siffra 1 552 personer, medan publiksnittet säsongen 2006/2007 var 1 368.[4]

## Förlopp
- Då alla elitlicenserna beviljats stod det klart att säsongen 2008/2009 kom att bli historiskt på så viss att det för första gången inte fanns något lag från Dalarna eller Värmland i Sveriges högsta division i bandy för herrar, räknat från Division I-premiären 1931.[5]
- Från säsongen 2008/2009 spelades alla matcher i Elitserien med cerise bandyboll, vilket redan säsongen 2007/2008 gjordes under TV-sända matcher.[6]
- Andra förändringar var att Elitserielagens matchtröjor skulle ha spelarnas efternamn på ryggen. Matchställen skulle före seriestarten godkännas av Svenska Bandyförbundets tävlingskommitté, och matchspeakern skulle redovisa spelarnas utvisningstid oftare. Antalet avbytare utökades från fyra till fem, och två av dem måste vara P 19-spelare eller yngre.
- I hela Sveriges seriesystem infördes en möjlighet för lagen att ta timeout. Varje lag fick rätt att ta max en minuts timeout per match, när som helst under matchen. En annan nyhet för hela seriesystemet var att det automatiskt inte blev utvisning i samband med straffslag till följd av en regelbrytande förseelse innanför motståndarlagets straffområde, utan i stället skulle själva förseelsen avgöra om det blev utvisning eller inte.[7]
- Inför säsongen slöts ett avtal mellan Svenska Bandyförbundet, Föreningen Svensk Elitbandy och SVT om att sända ett stort antal av säsongens matcher i någon av Sveriges Televisions huvudkanaler, SVT1 och SVT2.[8]
- Efter ett framgångsrikt försök i slutspeletet av Svenska cupen 2008 med en nygammal hörnregel, som innebär att ett lag inte kan få mer än en hörna i rad, beslutade Svenska Bandyförbundet att från säsongen 2008/2009 införa regeln i allt seriespel för både seniorer och ungdomar. Regeln säger att om skottet från anfallande lag tar på en försvarare och går ut över kortlinjen blir det ingen ny hörna, utan i stället målvaktens boll.[9]
- Båda finallagen hade under säsongen spelat sina hemmamatcher i inomhushallar.
- Segern i skytteligan delades mellan Christoffer Edlund, Vetlanda BK och Magnus Muhrén, Sandvikens AIK med 44 fullträffar vardera.[10].

## Sluttabell
| Nr | Lag                | S  | V  | O | F  | GM  | IM  | MS   | P  |
| -- | ------------------ | -- | -- | - | -- | --- | --- | ---- | -- |
| 1  | Edsbyns IF         | 26 | 22 | 2 | 2  | 167 | 76  | +91  | 46 |
| 2  | Västerås SK        | 26 | 19 | 3 | 4  | 139 | 84  | +55  | 41 |
| 3  | IK Sirius          | 26 | 18 | 2 | 6  | 117 | 93  | +24  | 38 |
| 4  | Sandvikens AIK     | 26 | 17 | 2 | 7  | 149 | 85  | +64  | 36 |
| 5  | Vetlanda BK        | 26 | 15 | 4 | 7  | 115 | 89  | +26  | 34 |
| 6  | Hammarby IF        | 26 | 15 | 2 | 9  | 135 | 106 | +29  | 32 |
| 7  | Broberg/Söderhamn  | 26 | 13 | 2 | 11 | 109 | 96  | +13  | 28 |
| 8  | IFK Vänersborg     | 26 | 10 | 4 | 12 | 102 | 95  | +7   | 24 |
| 9  | Bollnäs GoIF/BF    | 26 | 8  | 5 | 13 | 100 | 102 | −2   | 21 |
| 10 | Villa Lidköping    | 26 | 8  | 2 | 16 | 96  | 135 | −39  | 18 |
| 11 | IFK Kungälv        | 26 | 8  | 0 | 18 | 83  | 131 | −48  | 16 |
| 12 | Gripen Trollhättan | 26 | 4  | 4 | 18 | 86  | 161 | −75  | 12 |
| 13 | IFK Motala         | 26 | 4  | 2 | 20 | 73  | 136 | −63  | 10 |
| 14 | Örebro SK          | 26 | 4  | 0 | 22 | 87  | 199 | −112 | 8  |

## Seriematcherna
| Matchresultat | |
| --- | --- |
| - Omgång/datum - Match Resultat - Omgång 1, fredag 7 november 2008 - Hammarby IF-Örebro SK 7-3 - Sandvikens AIK-Västerås SK 3-4 - Villa Lidköping BK-Bollnäs GoIF/BF 4-1 Lördag 8 november 2008 - - Edsbyns IF-Vetlanda BK 5-2 - Gripen Trollhättan BK-Broberg/Söderhamn Bandy 2-3 Söndag 9 november 2008 - - IFK Kungälv-IFK Vänersborg 3-2 - IFK Motala-IK Sirius 7-2 - Omgång 2, onsdag 12 november 2008 - Bollnäs GoIF/BF-Sandvikens AIK 2-5 - Broberg/Söderhamn Bandy-IFK Motala 7-0 - IK Sirius-IFK Kungälv 7-4 - Vetlanda BK-Villa Lidköping BK 7-2 - IFK Vänersborg-Edsbyns IF 3-6 - Västerås SK-Hammarby IF 6-2 - Örebro SK-Gripen Trollhättan BK 5-3 - Omgång 3, fredag 14 november 2008 - Hammarby IF-Sandvikens AIK 2-8 - Edsbyns IF-IK Sirius 9-1 - Gripen Trollhättan BK-Västerås SK 0-7 - IFK Kungälv-Broberg/Söderhamn Bandy 4-3 - IFK Motala-Örebro SK 5-6 - Vetlanda BK-Bollnäs GoIF/BF 4-3 - Villa Lidköping BK-IFK Vänersborg 3-4 - Omgång 4, söndag 16 november 2008 - Bollnäs GoIF/BF-Hammarby IF 3-3 - Broberg/Söderhamn Bandy-Edsbyns IF 3-8 - Sandvikens AIK-Gripen Trollhättan BK 12-0 - IK Sirius-Villa Lidköping BK 7-5 - IFK Vänersborg-Vetlanda BK 3-4 - Västerås SK-IFK Motala 5-1 - Örebro SK-IFK Kungälv 4-5 - Omgång 5, tisdag 18 november 2008 - Gripen Trollhättan BK-Hammarby IF 4-6 Onsdag 19 november 2008 - - Edsbyns IF-Örebro SK 9-4 - IFK Kungälv-Västerås SK 2-4 - IFK Motala-Sandvikens AIK 2-3 - Vetlanda BK-IK Sirius 5-0 - Villa Lidköping BK-Broberg/Söderhamn Bandy 1-7 - IFK Vänersborg-Bollnäs GoIF/BF 6-2 - Omgång 6, fredag 21 november 2008 - Bollnäs GoIF/BF-Gripen Trollhättan BK 10-4 - Broberg/Söderhamn Bandy-Vetlanda BK 4-3 - Hammarby IF-IFK Motala 7-3 - Västerås SK-Edsbyns IF 6-5 Söndag 23 november 2008 - - Sandvikens AIK-IFK Kungälv 6-3 - IK Sirius-IFK Vänersborg 3-1 - Örebro SK-Villa Lidköping BK 2-9 - Omgång 7, onsdag 26 november 2008 - Edsbyns IF-Sandvikens AIK 5-3 - IFK Kungälv-Hammarby IF 5-1 - IFK Motala-Gripen Trollhättan BK 3-3 - IK Sirius-Bollnäs GoIF/BF 9-5 - Vetlanda BK-Örebro SK 8-4 - Villa Lidköping BK-Västerås SK 4-6 - IFK Vänersborg-Broberg/Söderhamn Bandy 2-3 - Omgång 8, fredag 28 november 2008 - Bollnäs GoIF/BF-IFK Motala 6-1 - Gripen Trollhättan BK-IFK Kungälv 3-1 - Sandvikens AIK-Villa Lidköping BK 8-2 - Västerås SK-Vetlanda BK 2-3 Söndag 30 november 2008 - - Broberg/Söderhamn Bandy-IK Sirius 2-4 - Örebro SK-IFK Vänersborg 4-6 - Omgång 9, onsdag 10 december 2008 - Broberg/Söderhamn Bandy-Bollnäs GoIF/BF 5-1 - Edsbyns IF-Gripen Trollhättan BK 13-2 - IFK Kungälv-IFK Motala 6-4 - IK Sirius-Örebro SK 7-1 - Vetlanda BK-Sandvikens AIK 4-6 - Villa Lidköping BK-Hammarby IF 3-7 - IFK Vänersborg-Västerås SK 4-5 - Omgång 10, fredag 12 december 2008 - Hammarby IF-Vetlanda BK 3-3 - Bollnäs GoIF/BF-IFK Kungälv 3-0 - Sandvikens AIK-IFK Vänersborg 2-8 Lördag 13 december 2008 - - Gripen Trollhättan BK-Villa Lidköping BK 4-4 (klockan 15.00 lokal tid) Söndag 14 december 2008 - - IFK Motala-Edsbyns IF 1-8 - Västerås SK-IK Sirius 1-4 - Örebro SK-Broberg/Söderhamn Bandy 4-7 - Omgång 11, fredag 19 december 2008 - Broberg/Söderhamn Bandy-Västerås SK 2-3 - Edsbyns IF-IFK Kungälv 14-3 - IK Sirius-Sandvikens AIK 4-3 - Vetlanda BK-Gripen Trollhättan BK 5-4 - Villa Lidköping BK-IFK Motala 3-4 - IFK Vänersborg-Hammarby IF 5-4 - Örebro SK-Bollnäs GoIF/BF 3-6 Söndag 21 december 2008 - - Hammarby IF-Edsbyns IF 4-6 (från omgång 8 på grund av Europacupen 2008) - Omgång 12, fredag 26 december 2008 - Bollnäs GoIF/BF-Edsbyns IF 4-4 - Gripen Trollhättan BK-IFK Vänersborg 5-5 - Hammarby IF-IK Sirius 5-6 - IFK Kungälv-Villa Lidköping BK 3-5 - IFK Motala-Vetlanda BK 2-4 - Sandvikens AIK-Broberg/Söderhamn Bandy 8-7 - Västerås SK-Örebro SK 9-3 - Omgång 13, tisdag 30 december 2008 - Broberg/Söderhamn Bandy-Hammarby IF 2-6 - IK Sirius-Gripen Trollhättan BK 5-2 - Vetlanda BK-IFK Kungälv 5-3 - Villa Lidköping BK-Edsbyns IF 2-5 - IFK Vänersborg-IFK Motala 4-3 - Västerås SK-Bollnäs GoIF/BF 5-2 - Örebro SK-Sandvikens AIK 3-11 | - Omgång 14, fredag 2 januari 2009 - Edsbyns IF-Villa Lidköping BK 16-2 - Gripen Trollhättan BK-IK Sirius 4-8 - Hammarby IF-Broberg/Söderhamn Bandy 8-5 - IFK Kungälv-Vetlanda BK 4-7 - IFK Motala-IFK Vänersborg 3-8 - Sandvikens AIK-Örebro SK 16-3 Lördag 3 januari 2009 - - Bollnäs GoIF/BF-Västerås SK 4-4 - Omgång 15, söndag 4 januari 2009 - IFK Vänersborg-Gripen Trollhättan BK 4-4 Tisdag 6 januari 2009 - - Broberg/Söderhamn Bandy-Sandvikens AIK 3-3 - Edsbyns IF-Bollnäs GoIF/BF 8-2 - IK Sirius-Hammarby IF 5-4 - Vetlanda BK-IFK Motala 8-3 - Villa Lidköping BK-IFK Kungälv 3-1 - Örebro SK-Västerås SK 2-8 - Omgång 16, fredag 9 januari 2009 - Bollnäs GoIF/BF-Örebro SK 13-2 - Hammarby IF-IFK Vänersborg 4-1 - Sandvikens AIK-IK Sirius 5-2 Lördag 10 januari 2009 - - Gripen Trollhättan BK-Vetlanda BK 5-10 (klockan 15.00 lokal tid) Söndag 11 januari 2009 - - IFK Kungälv-Edsbyns IF 2-6 - IFK Motala-Villa Lidköping BK 5-3 - Västerås SK-Broberg/Söderhamn Bandy 4-3 - Omgång 17, tisdag 13 januari 2009 - Broberg/Söderhamn Bandy-Örebro SK 4-5 - Edsbyns IF-IFK Motala 8-2 - IFK Kungälv-Bollnäs GoIF/BF 5-6 - IK Sirius-Västerås SK 4-9 - Vetlanda BK-Hammarby IF 0-3 - Villa Lidköping BK-Gripen Trollhättan BK 7-2 - IFK Vänersborg-Sandvikens AIK 3-3 - Omgång 18, onsdag 28 januari 2009 - Bollnäs GoIF/BF-Broberg/Söderhamn Bandy 1-5 - Gripen Trollhättan BK-Edsbyns IF 3-6 - Hammarby IF-Villa Lidköping BK 6-1 - IFK Motala-IFK Kungälv 4-1 - Sandvikens AIK-Vetlanda BK 5-4 - Västerås SK-IFK Vänersborg 8-1 - Örebro SK-IK Sirius 0-3 - Omgång 19, fredag 30 januari 2009 - Edsbyns IF-Hammarby IF 6-2 - IFK Kungälv-Gripen Trollhättan BK 7-3 - IFK Motala-Bollnäs GoIF/BF 0-5 - IK Sirius-Broberg/Söderhamn Bandy 7-0 - Vetlanda BK-Västerås SK 2-2 - Villa Lidköping BK-Sandvikens AIK 1-5 - IFK Vänersborg-Örebro SK 6-2 - Omgång 20, söndag 1 februari 2009 - Bollnäs GoIF/BF-IK Sirius 4-0 - Broberg/Söderhamn Bandy-IFK Vänersborg 5-3 - Gripen Trollhättan BK-IFK Motala 7-5 - Hammarby IF-IFK Kungälv 12-1 - Sandvikens AIK-Edsbyns IF 3-4 - Västerås SK-Villa Lidköping BK 10-2 - Örebro SK-Vetlanda BK 3-7 - Omgång 21, onsdag 4 februari 2009 - IFK Vänersborg-IK Sirius 3-4 - Edsbyns IF-Västerås SK 3-1 - Gripen Trollhättan BK-Bollnäs GoIF/BF 2-1 - IFK Kungälv-Sandvikens AIK 3-2 - IFK Motala-Hammarby IF 3-8 - Vetlanda BK-Broberg/Söderhamn Bandy 4-4 - Villa Lidköping BK-Örebro SK 10-2 - Omgång 22, fredag 6 februari 2009 - Broberg/Söderhamn Bandy-Villa Lidköping BK 4-3 - Hammarby IF-Gripen Trollhättan BK 7-4 - Västerås SK-IFK Kungälv 7-2 Lördag 7 februari 2009 - - Bollnäs GoIF/BF-IFK Vänersborg 1-1 Söndag 8 februari 2009 - - Sandvikens AIK-IFK Motala 6-3 - IK Sirius-Vetlanda BK 9-3 - Örebro SK-Edsbyns IF 2-13 - Omgång 23, onsdag 11 februari 2009 - Edsbyns IF-Broberg/Söderhamn Bandy 7-4 - Gripen Trollhättan BK-Sandvikens AIK 2-8 - Hammarby IF-Bollnäs GoIF/BF 5-4 - IFK Kungälv-Örebro SK 8-4 - IFK Motala-Västerås SK 3-3 - Vetlanda BK-IFK Vänersborg 2-1 - Villa Lidköping BK-IK Sirius 3-3 - Omgång 24, fredag 13 februari 2009 - Västerås SK-Gripen Trollhättan BK 9-4 - Bollnäs GoIF/BF-Vetlanda BK 3-3 - Broberg/Söderhamn Bandy-IFK Kungälv 5-1 - Sandvikens AIK-Hammarby IF 4-6 - IFK Vänersborg-Villa Lidköping BK 7-2 Söndag 15 februari 2009 - - IK Sirius-Edsbyns IF 4-4 - Örebro SK-IFK Motala 7-3 - Omgång 25, onsdag 18 februari 2009 - Edsbyns IF-IFK Vänersborg 7-6 - Gripen Trollhättan BK-Örebro SK 8-2 - Hammarby IF-Västerås SK 5-8 - IFK Kungälv-IK Sirius 3-5 - IFK Motala-Broberg/Söderhamn Bandy 2-4 - Sandvikens AIK-Bollnäs GoIF/BF 6-2 - Villa Lidköping BK-Vetlanda BK 4-3 - Omgång 26, söndag 22 februari 2009 - Bollnäs GoIF/BF-Villa Lidköping BK 6-8 - Broberg/Söderhamn Bandy-Gripen Trollhättan BK 8-2 - IK Sirius-IFK Motala 4-1 - Vetlanda BK-Edsbyns IF 5-2 - IFK Vänersborg-IFK Kungälv 5-3 - Västerås SK-Sandvikens AIK 3-4 - Örebro SK-Hammarby IF 7-8 |

## Slutspel om svenska mästerskapet 2009

### Kvartsfinaler (bäst av 3)
- 28 februari 2009: IFK Vänersborg-Edsbyns IF 5-8
- 28 februari 2009: Vetlanda BK-IK Sirius 5-2
- 1 mars 2009: Broberg/Söderhamn Bandy-Västerås SK 1-5
- 1 mars 2009: Hammarby IF-Sandvikens AIK 4-10

- 2 mars 2009: Edsbyns IF-IFK Vänersborg 7-3 (Edsbyns IF vidare med 2-0 i matcher)
- 2 mars 2009: IK Sirius-Vetlanda BK 2-1
- 3 mars 2009: Sandvikens AIK-Hammarby IF 5-4 (Sandvikens AIK vidare med 2-0 i matcher)
- 3 mars 2009: Västerås SK-Broberg/Söderhamn Bandy 8-0 (Västerås SK vidare med 2-0 i matcher)

- 5 mars 2009: IK Sirius-Vetlanda BK 5-1 (IK Sirius vidare med 2-1 i matcher)

### Semifinaler (bäst av 5)
- 7 mars 2009: IK Sirius-Edsbyns IF 3-3, 3-4 efter sudden death
- 8 mars 2009: Sandvikens AIK-Västerås SK 4-1

- 9 mars 2009: Edsbyns IF-IK Sirius 4-4, 4-5 efter sudden death
- 10 mars 2009: Västerås SK-Sandvikens AIK 4-4, 5-4 efter sudden death

- 11 mars 2009: Edsbyns IF-IK Sirius 7-2
- 12 mars 2009: Västerås SK-Sandvikens AIK 5-3

- 14 mars 2009: IK Sirius-Edsbyns IF 1-7 (Edsbyns IF vidare med 3-1 i matcher)
- 15 mars 2009: Sandvikens AIK-Västerås SK 7-4

- 17 mars 2009: Västerås SK-Sandvikens AIK 4-3 (Västerås SK vidare med 3-2 i matcher)

### Final
- 21 mars 2009: Edsbyns IF-Västerås SK 4-5 (Studenternas IP, Uppsala)

## Speluppehåll
- 5-7 december 2008 - Russian Government Cup 2008
- 18-25 januari 2009 - Världsmästerskapet 2009 i Sverige
- 17-18 januari 2009 - Kvalspel till Svenska cupen 2009